# Marco Ilaimaharitra
Marco Ilaimaharitra (ur. 26 lipca 1995 w Miluzie) – madagaskarski piłkarz francuskiego pochodzenia grający na pozycji defensywnego pomocnika. Występuje w klubie RSC Charleroi.

## Kariera juniorska
Ilaimaharitra rozpoczynał swoją karierę w klubie ASC Mulhouse, gdzie grał od sierpnia do grudnia 2003 roku. W latach 2004–2008 występował on w klubie FC Mulhouse. W lipcu 2008 roku Madagaskarczyk przeniósł się do FC Sochaux. 1 lipca 2018 roku awansowano go do drużyny B FC Sochaux.

## Kariera seniorska

### FC Sochaux B
Dla rezerw FC Sochaux Ilaimaharitra grał przez około półtora roku. Był do nich cofany w trakcie sezonów 2014/2015, 2015/2016 i 2016/2017. Dla rezerw Madagaskarczyk zagrał 17 razy, nie strzelając żadnego gola.

### FC Sochaux
Ilaimaharitra występował w barwach pierwszej drużyny FC Sochaux w latach 2014–2017. Zadebiutował dla niej w przegranym meczu z OGC Niceą 14 grudnia 2013 roku. Pierwszą (i jedyną) bramkę strzelił w spotkaniu przeciwko LB Châteauroux 17 października 2014 roku (wygrana 4:1). Łącznie Madagaskarczyk wybiegał na murawę w barwach FC Sochaux 104 razy, zdobywając 1 gola.

### RSC Charleroi
Ilaimaharitra przeniósł się do RSC Charleroi 17 lipca 2017 roku za darmo. Debiut dla tego zespołu zaliczył on 13 sierpnia 2017 roku w meczu z RSC Anderlecht, zdobywając również asystę (wygrana 2:0). Pierwszego gola Madagaskarczyk strzelił 4 lutego 2018 roku w spotkaniu przeciwko Club Brugge (3:3). Do 9 marca 2021 roku dla RSC Charleroi zawodnik ten wystąpił w 128 meczach i zdobył 5 bramek.

## Kariera reprezentacyjna
Ilaimaharitra występował w młodzieżowych reprezentacjach Francji: U-19 (5 spotkań, bez goli) oraz U-20 (6 spotkań, bez goli). 11 listopada 2017 roku zadebiutował on w seniorskiej reprezentacji Madagaskaru w meczu z Komorami (1:1).
| Numer | Reprezentacja | Przeciwko     | Ranga                                     | Data                 | Wynik (żół. remisy) |
| ----- | ------------- | ------------- | ----------------------------------------- | -------------------- | ------------------- |
| 1     | Francja U-19  | Islandia U-19 | Eliminacje do Mistrzostw Europy U-19 2014 | 10 października 2013 | 2:2                 |
| 2     | Francja U-20  | Czechy U-20   | Mecz towarzyski                           | 7 października 2014  | 1:1                 |
| 3     | Madagaskar    | Komory        | Mecz towarzyski                           | 11 listopada 2017    | 1:1                 |

| Numer meczu | Reprezentacja | Przeciwko    | Ranga                      | Data                 | Ilość | Wynik meczu (ziel. wygrane, czer. porażki) |
| ----------- | ------------- | ------------ | -------------------------- | -------------------- | ----- | ------------------------------------------ |
| 1           | Madagaskar    | Burundi      | Puchar Narodów Afryki 2019 | 27 czerwca 2019      | 1     | 1:0                                        |
| 2           | Madagaskar    | Burkina Faso | Mecz towarzyski            | 12 października 2020 | 1     | 2:1                                        |

## Sukcesy
- Ogólnoświatowy młodzieżowy turniej piłki nożnej w Tulonie – z reprezentacją Francji U-20, 2015 rok[15]